# Сан Мартино (Пиза)
Сан Мартино је насеље у Италији у округу Пиза, региону Тоскана.
Према процени из 2011. у насељу је живело 58 становника. Насеље се налази на надморској висини од 0 м.